# Euploea scherzeri
Euploea scherzeri là một loài bướm giáp thuộc phân họ Danainae. Nó là loài đặc hữu của quần đảo Nicobar của Ấn Độ. 